# Imus (Cavite)

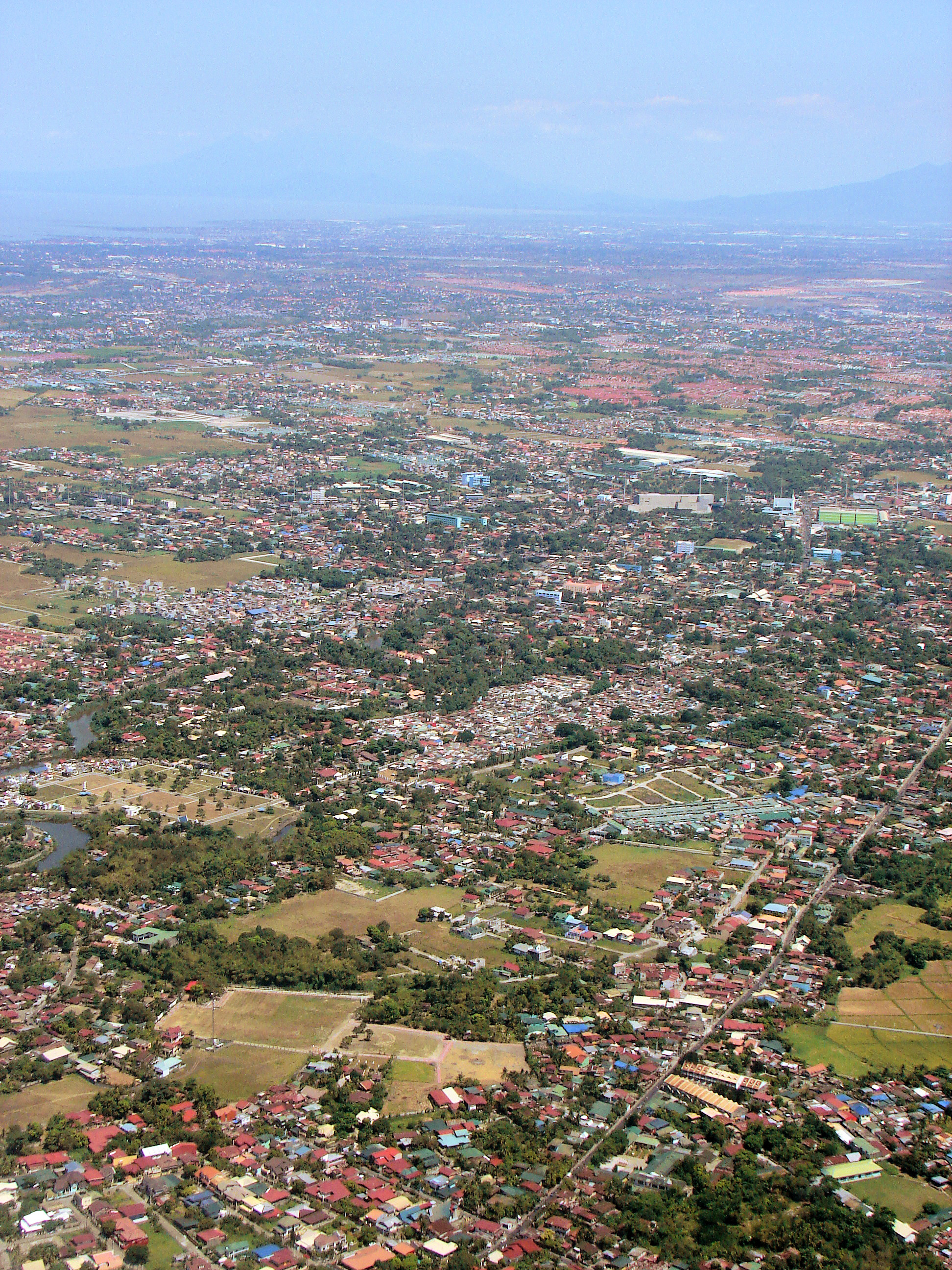

Imus (offiziell: Municipality of Imus; Filipino: Bayan ng Imus) ist eine philippinische Stadtgemeinde in der Provinz Cavite.

## Geschichte
Im frühen 17. Jahrhundert war Imus Teil von Cavite el Viejo, dem heutigen Kawit. Die Gründung als selbstständige Stadtgemeinde erfolgte am 3. Oktober 1795.
Imus war Schauplatz von großen Siegen der Katipunero während der Philippinischen Revolution gegen das Spanische Weltreich. Die Schlacht von Imus fand am 3. September 1896 und die Schlacht von Alapan am 28. Mai 1898 statt, in der die Flagge der Philippinen zum ersten Mal gehisst wurde. Dies wird in Imus jährlich gefeiert.
Das Imus Historical Museum stellt die Geschichte der Stadtgemeinde dar und zeigt naturgetreue Szenen der Philippinischen Revolution.

## Baranggays
Imus ist politisch in 97 Baranggays unterteilt.
| - Alapan I-A - Alapan II-A - Anabu I-A - Anabu II-A - Poblacion I-A - Poblacion II-A - Poblacion III-A - Poblacion IV-A - Bayan Luma I - Bukandala I - Bukandala II - Carsadang Bago I - Malagasang I-A - Malagasang II-A - Medicion I-A - Medicion II-A - Pag-Asa I - Palico I - Pasong Buaya I - Tanzang Luma I - Toclong I-A - Toclong II-A - Alapan I-B - Alapan I-C - Alapan II-B - Anabu I-B - Anabu I-C - Anabu I-D - Anabu I-E - Anabu I-F - Anabu I-G - Anabu II-B - Anabu II-C - Anabu II-D | - Anabu II-E - Anabu II-F - Bagong Silang (Bahayang Pag-Asa) - Bayan Luma II - Bayan Luma III - Bayan Luma IV - Bayan Luma V - Bayan Luma VI - Bayan Luma VII - Bayan Luma VIII - Bayan Luma IX - Bucandala II - Bucandala III - Bucandala IV - Bucandala V - Buhay na Tubig - Carsadang Bago II - Magdalo - Maharlika - Malagasang I-B - Malagasang I-C - Malagasang I-D - Malagasang I-E - Malagasang I-F - Malagasang I-G - Malagasang II-B - Malagasang II-C - Malagasang II-D - Malagasang II-E - Malagasang II-F - Malagasang II-G - Mariano Espeleta I | - Mariano Espeleta II - Mariano Espeleta III - Medicion I-B - Medicion I-C - Medicion I-D - Medicion II-B - Medicion II-C - Medicion II-D - Medicion II-E - Medicion II-F - Pag-Asa II - Pag-Asa III - Palico II - Palico III - Palico IV - Pasong Buaya II - Pinagbuklod - Poblacion I-B - Poblacion I-C - Poblacion II-B - Poblacion III-B - Poblacion IV-B - Poblacion IV-C - Poblacion IV-D - Tanzang Luma I - Tanzang Luma II - Tanzang Luma III - Tanzang Luma IV (Southern City) - Tanzang Luma V - Tanzang Luma VI - Toclong I-B - Toclong I-C - Toclong II-B |

Anmerkung: Población (spanisch für Population) bezeichnet auf den Philippinen mehrere im Zentrum einer Stadtgemeinde liegende Barangays.

## Gemeindeoberhäupte
| Gobernadorcillos - Licerio Topacio (1888–1890) - Cayetano Topacio (1890–1892) - Angel Buenaventura (1892–1894) Capitanes Municipal - Bernardino Paredes (1894–1896) - Jose Tagle (1896–1897) - Valentin Conejo (1898) - Juan Castaneda (1898) | Gemeindepräsident (Municipal president) - Donato Virata (1900–1903) - Juan Fajardo (1903) - Glicerio Topacio (1903) - Pedro Buenaventura (1903–1904) - Pantaelon Garcia (1904–1905) - Felipe Topacio (1905–1909) - Maximo Abad (1910–1912) - Felipe Topacio (1912–1915) - Cecilio Kamantigue (1915–1919) - Felix Paredes (1919–1925) - Blas Mallari (1925–1928) - Epifanio Gabriel (1928–1931) | Bürgermeister (municipal mayors) - Dominador Camerino (1931–1943) - Elpidio Osteria (1941–1944) - Alfredo Saqui (1944–1945) - Fortunato Remulla (1945) - Dominador Ilano (1946–1963) - Dominador Camerino (1964–1967) - Manuel Paredes (1967) - Jose V. Jamir (1968–1988) - Erineo S. Maliksi (1988–1998) - Ricardo Paredes (acting, 1998) - Oscar A. Jaro (1998–2007) - Emmanuel Maliksi (acting,2007-present) |

## Colleges
- Imus Institute
- Imus Computer College
- Unida Evangelical Colleges